# Mickey Avalon
Mickey Avalon (Yeshe Perl, 3 de diciembre de 1975) es un rapero estadounidense de Hollywood, California. Su debut auto-titulado álbum solista fue lanzado el 7 de noviembre de 2006 por Interscope Records, en asociación con MySpace Records. Los temas frecuentes de las canciones de Avalon son sus experiencias con el abuso de drogas y la prostitución.

## Vida y carrera
Avalon se crio en una familia caótica; tanto él como sus padres tomaban drogas. A los 20 años, Avalon se había casado, tenía una hija, y se mudó a Portland, Oregón.
Al mudarse a Los Ángeles, hizo amistad con los ex VJ de MTV Simon Rex que animó a Avalon al rap y colaboró con él. Los dos comenzaron a repartir demos a los clubes de Hollywood y pronto desarrolló un siguiente entre los fanes de la escena de club nocturno de Santa Cruz. Mickey también asistió a la Universidad Websteren St. Louis, por un breve tiempo antes de que firmara  con Interscope Records. Avalon fue  un miembro del legendario equipo de Los Ángeles, CBS graffiti.

## Controversia
En marzo de 2007, Avalon fue abucheado fuera del escenario durante la apertura de los Red Hot Chili Peppers en Oklahoma City. Durante su presentación, Avalon lanzó su micrófono a la audiencia por la  frustración y la rabia, y salió del escenario. Al día siguiente, el guitarrista de  Red Hot Chili Peppers, John Frusciante, escribió una carta a sus fanes, acusándolos de haber silbado a Avalon por asuntos personales, y con una falta de "respeto por la humanidad".